# Tcheriomouchki-Znamenskoïe
Tcheriomouchki-Znamenskoïe est une ancienne demeure aristocratique située au sud-ouest de Moscou dans le quartier de Kotlovka. 

## Histoire
En 1783 le major-général Sergueï Alexandrovich Menchikov (ru) devint propriétaire de Tcheriomouchki.
Après la mort de son père Alexandre Danilovitch Menchikov, Nicolas Menchikov le frère de Sergueï s'installa à Tcheriomouchki. 
En 1863, le prince Nicolas mourut sans héritier et légua ses biens à son frère aîné qui les donna à son neveu Vladimir Alexandrovitch Menchikov (ru). Ce dernier vendit le domaine en 1880 pour 60 000 roubles au marchand-entrepreneur Vassili Iakountchikov (ru). Celui-ci était le père de la peintre  Maria Iakountchikova.

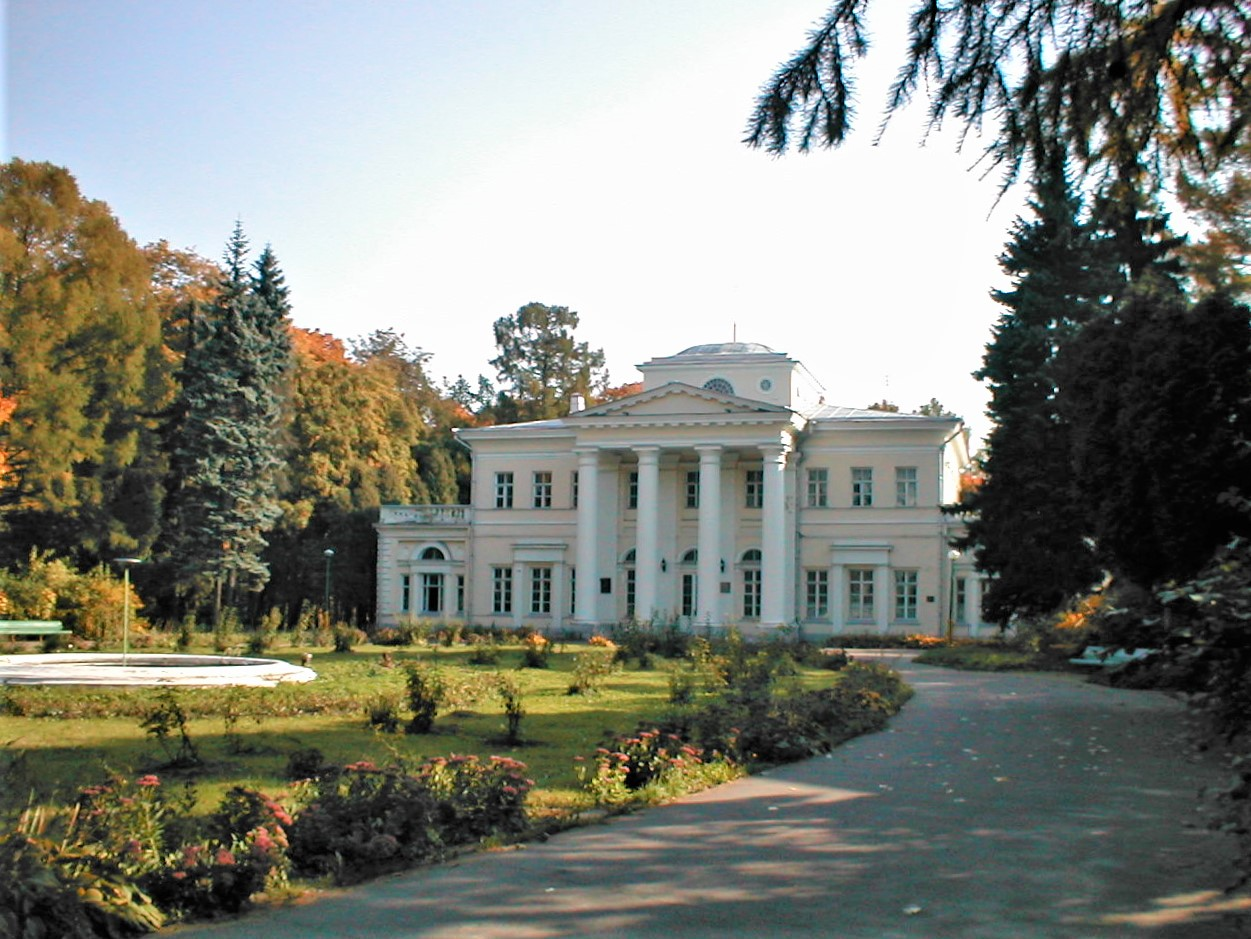
Vue du palais de Tcheriomouchki.